# Eleição municipal de Maceió em 2012
A eleição municipal de Maceió em 2012 aconteceu em 7 de outubro de 2012 para eleger um prefeito, um vice-prefeito e 21 vereadores no município de Maceió, no Estado de Alagoas, no Brasil. O prefeito eleito foi Rui Palmeira, do PSDB, com 57,41% dos votos válidos, sendo vitorioso logo no primeiro turno em disputa com oito adversários, Jurandir Boia (PDT), Galba Novaes (PRB), Jeferson Morais (DEM), Fleming (PSOL), Rosinha da Adefal (PTdoB), Nadja (PPS) e Sérgio Cabral (PPL) O vice-prefeito eleito, na chapa de Rui, foi Marcelo Palmeira (PP). Maceió foi um dos 701 municípios vencidos pelo PSDB; no Brasil, há 5.570 cidades.
A disputa para as 21 vagas na Câmara Municipal de Maceió envolveu a participação de 456 candidatos. O candidato mais bem votado foi a vereadora reeleita Heloísa Helena do PSOL, que obteve 19.216 votos (4,65% dos votos válidos).

## Antecedentes
Na eleição municipal de 2008, Cícero Almeida, do PP, derrotou os candidatos Judson Cabral de Santana (PT), Manoel de Assia da Silva (PSTU), Mário Agra Junior (PSOL) e Solange Bentes Jurema (PSDB). Cícero Almeida foi eleito com 81,49% dos votos.

## Candidatura rejeitada
Jurandir Boia substituiu Ronaldo Lessa como candidato do PDT à prefeitura de Maceió. Ele também foi substituído pela coligação: no lugar de Mosart Amaral (PMDB), a chapa terá o deputado estadual Ronaldo Medeiros (PT). Segundo o Tribunal Superior Eleitoral (TSE) não havia pago uma multa no valor de R$21 mil.

## Eleitorado

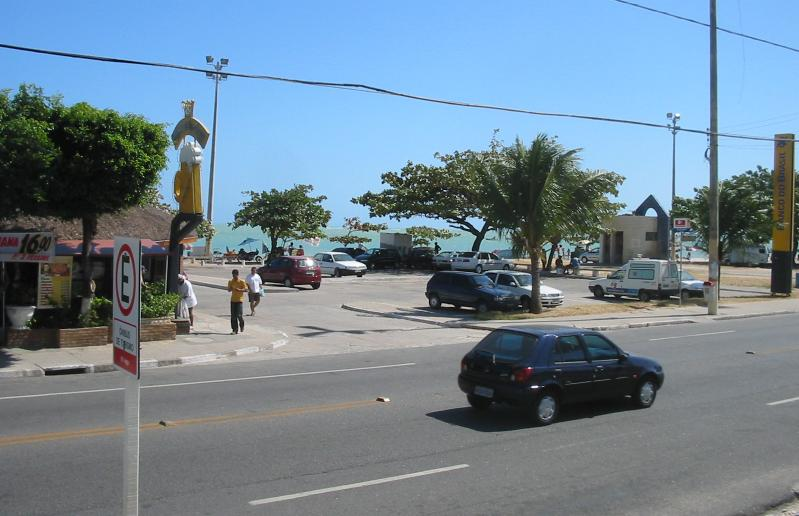

Na eleição de 2012, estiveram aptos a votar 501.081 maceioenses. A eleição municipal de Maceió em 2008 teve 504.642 eleitores, mostrando que em 2012 houve uma queda de 3.561 no número de eleitores. Ambas as eleições municipais, tanto a de 2008 quanto a de 2012, tiveram um número de eleitores menores em relação as 2012, que totalizaram 538.835 eleitores na capital alagoana.

## Candidatos
Foram oito candidatos à prefeitura em 2012: Rui Palmeira do PSDB, Jurandir Boia do PDT, Galba Novaes do PRB,  Jeferson Morais do DEM, Fleming do PSOL, Rosinha da Adefal do PTdoB e Sérgio Cabral (PPL)
|  | Candidato(a)      | Vice             | Partido | Coligação                                                                   |
|  | ----------------- | ---------------- | ------- | --------------------------------------------------------------------------- |
|  | Rui Palmeira      | Marcelo Palmeira | PSDB    | "Nova Maceió" (PP / PSL / PTN / PSC / PR / PSDB)                            |
|  | Jeferson Morais   | Carimbao Jr.     | DEM     | "Maceió ainda melhor para você" (DEM / PSDC / PSB)                          |
|  | Nadja Baia        | Coronel Assis    | PPS     | "Dignidade para Maceió" (PPS / PMN)                                         |
|  | Alexandre Fleming | Sandra Dias      | PSOL    | "A Verdadeira Mudança" (PSTU / PSOL)                                        |
|  | Rosinha da Adefal | Kleber Fortes    | PTdoB   | "PT do B"                                                                   |
|  | Sergio Cabral     | João Sampaio     | PPL     | "PPL"                                                                       |
|  | Galba Novaes      | Coronel Ivon     | PRB     | "Maceió, pra Cuidar da Gente" (PRB / PRTB / PHS)                            |
|  | Jurandir Boia     | Ronaldo Medeiros | PDT     | "Maceió Cada Vez Melhor" (PDT / PT / PTB / PMDB / PTC / PV / PSD / PC do B) |

## Campanha
Durante a campanha, Rui Palmeira apostou no discurso de renovação para ganhar o apoio dos eleitores da cidade – ele foi um dos candidatos mais jovens entre os oito que disputaram a eleição na capital alagoana. Rui Palmeira contou com o apoio do governador do Estado, Teotônio Vilela Filho (PSDB), e de lideranças nacionais de seu partido, como o senador Aécio Neves (PSDB-MG), que participou de comício em Maceió. Filho do ex-governador, Guilherme Palmeira e neto do ex-senador, Rui Palmeira, sua herança na política também foi ressaltada na campanha do candidato tucano.
Eleito deputado estadual em 2006, Palmeira se elegeu para a Câmara dos Deputados em 2010 com 118 mil votos, sendo o parlamentar mais votado em Maceió.
Apoiado por lideranças tradicionais no Estado, como os senadores Renan Calheiros (PMDB) e Fernando Collor de Mello (PTB), Lessa preferiu levar ao horário eleitoral a imagem do ex-presidente Luiz Inácio Lula da Silva (PT), que teve mais destaque na propaganda política que os outros apoiadores.
Lessa recebeu ainda o apoio do atual prefeito de Maceió, Cícero Almeida, que já após iniciada a campanha se desfiliou do PP para ingressar no recém criado PEN (Partido Ecológico Nacional), e poder assim abraçar a candidatura do ex-governador. O PP, seu antigo partido, formou coligação com o rival Rui Palmeira.
O candidato Jeferson Morais (DEM), em uma participação do "Conversa de Botequim" do jornalista Plínio, em 26 de julho de 2012, comentou sobre as visitas aos bairros e afirmou que a saúde era o principal problema de Maceió. Segundo o candidato, para ele antes a segurança era o principal desafio da próxima gestão. Para Jeferson, a ampliação do horário de atendimento e o número de enfermeiros e médicos do PSF seria uma saída para a cidade. Sobre a questão do tráfico, Jeferson comentou sobre a falta de fiscalização das leis de trânsito, se queixou do tráfego de caminhões na via Fernandes Lima, até então proibia tal circulação.

### Pesquisas
Segundo pesquisa do Ibope, divulgada em 14 de setembro de 2012,Palmeira apareceu com 30% das intenções de voto. Em segundo lugar, Ronaldo Lessa do (PDT) com 28%, Em terceiro lugar, Jeferson Morais do (DEM) com 10%,seguido de  Galba Novaes do (PRB) e Rosinha da Adefal do (PTdoB) com 6%, Nadja do (PPS) com 1%e Fleming do (PSol) e Sergio Cabral do (PPL) com 0%. Já na segunda pesquisa de intenção de voto  feita sobre a liderança da Prefeitura de Maceió em 2012, Rui Palmeira (PSDB) passou de 30% para 48% e Ronaldo Lessa (PDT), de 28% para 22%.
A terceira pesquisa Ibope contratada pela TV Gazeta , afiliada à Rede Globo , mostrou  que Rui Palmeira (PSDB) tinha 46% das intenções de voto, Jurandir Bóia (PDT), em segundo lugar (Ronaldo Lessa teve o registro negado), com 27%, Jeferson Morais (DEM),com 8%, Galba Novaes (PRB), com 3%, Rosinha da Adefal, com 1%, Alexandre Fleming ( PSOL ),com 2% e Nadja Baía (PPS), com 1%..

## Resultados

### Prefeito
No dia 7 de outubro, Rui Palmeira foi eleito com 57,41% dos votos válidos.
| Candidato(a)              | Vice                   | 1º Turno 7 de outubro de 2012 | 1º Turno 7 de outubro de 2012 |
| Candidato(a)              | Vice                   | Votação                       | Votação                       |
|                           |                        | Total                         | Porcentagem                   |
| ------------------------- | ---------------------- | ----------------------------- | ----------------------------- |
| Rui Palmeira (PSDB)       | Marcelo Palmeira (PP)  | 230.129                       | 57,41%                        |
| Jurandir Boia (PDT)       | Ronaldo Medeiros (PT)  | 50.874                        | 12,69%                        |
| Galba Novaes (PRB)        | Coronel Ivon (PRTB)    | 41.615                        | 10,38%                        |
| Jeferson Morais (DEM)     | Carimbão Jr. (PSB)     | 40.015                        | 9,98%                         |
| Alexandre Fleming (PSOL)  | Sandra Dias (PSOL)     | 20.561                        | 5,13%                         |
| Rosinha da Adefal (PTdoB) | Kleber Fortes (PTdoB)  | 10.022                        | 2,50%                         |
| Nadja Baia (PPS)          | Coronel Assis (PMN)    | 5.882                         | 1,47%                         |
| Sergio Cabral (PPL)       | João Sampaio (PPL)     | 1.726                         | 0,43%                         |
| Total de votos válidos    | Total de votos válidos | 400.824                       | 87,43%                        |
| Votos em branco           | Votos em branco        | 25.584                        | 5,58%                         |
| Votos nulos               | Votos nulos            | 32.067                        | 6,99%                         |
| Total                     | Total                  | 458.475                       | 100%                          |
| Abstenções                | Abstenções             | 42.606                        | 8,50%                         |
| Votos apurados            | Votos apurados         | 458.475                       | 100%                          |
| Total de eleitores        | Total de eleitores     | 501.081                       | 100%                          |

### Vereador
| Resultado da eleição para a Câmara Municipal de Maceió em 2012 por candidato | Resultado da eleição para a Câmara Municipal de Maceió em 2012 por candidato | Resultado da eleição para a Câmara Municipal de Maceió em 2012 por candidato | Resultado da eleição para a Câmara Municipal de Maceió em 2012 por candidato | Resultado da eleição para a Câmara Municipal de Maceió em 2012 por candidato | Resultado da eleição para a Câmara Municipal de Maceió em 2012 por candidato |
| Candidato                                                                    | Número                                                                       | Partido                                                                      | Votos                                                                        | Porcentagem                                                                  |                                                                              |
| ---------------------------------------------------------------------------- | ---------------------------------------------------------------------------- | ---------------------------------------------------------------------------- | ---------------------------------------------------------------------------- | ---------------------------------------------------------------------------- | ---------------------------------------------------------------------------- |
| Heloísa Helena                                                               | 50123                                                                        | PSOL                                                                         | 19.216                                                                       | 4,65%                                                                        |                                                                              |
| Silvânio Barbosa                                                             | 40321                                                                        | PSB                                                                          | 10.321                                                                       | 2,50%                                                                        |                                                                              |
| Aparecida do Luiz Pedro                                                      | 28333                                                                        | PRTB                                                                         | 9.014                                                                        | 2,18%                                                                        |                                                                              |
| Galba Novaes                                                                 | 15123                                                                        | PMDB                                                                         | 8.939                                                                        | 2,16%                                                                        |                                                                              |
| Wilson Junior                                                                | 12123                                                                        | PDT                                                                          | 8.568                                                                        | 2,07%                                                                        |                                                                              |
| Davi Davino                                                                  | 11699                                                                        | PP                                                                           | 8.544                                                                        | 2,07%                                                                        |                                                                              |
| Fatima Santiago                                                              | 11789                                                                        | PP                                                                           | 8.506                                                                        | 2,06%                                                                        |                                                                              |
| Dudu Ronalsa                                                                 | 45555                                                                        | PSDB                                                                         | 8.199                                                                        | 1,98%                                                                        |                                                                              |
| Chico Holanda                                                                | 11111                                                                        | PP                                                                           | 7.657                                                                        | 1,85%                                                                        |                                                                              |
| Pastor João Luiz                                                             | 25123                                                                        | DEM                                                                          | 7.489                                                                        | 1,81%                                                                        |                                                                              |
| Tereza Nelma                                                                 | 45444                                                                        | PSDB                                                                         | 6.946                                                                        | 1,68%                                                                        |                                                                              |
| Silvio Camelo                                                                | 43123                                                                        | PV                                                                           | 6.265                                                                        | 1,52%                                                                        |                                                                              |
| Kelmann                                                                      | 15555                                                                        | PMDB                                                                         | 6.256                                                                        | 1,51%                                                                        |                                                                              |
| Antonio Holanda                                                              | 15000                                                                        | PMDB                                                                         | 5.966                                                                        | 1,44%                                                                        |                                                                              |
| Zé Marcio                                                                    | 55000                                                                        | PSD                                                                          | 5.480                                                                        | 1,33%                                                                        |                                                                              |
| Pastor Marcelo Gouveia                                                       | 10111                                                                        | PRB                                                                          | 5.354                                                                        | 1,30%                                                                        |                                                                              |
| Silvania Barbosa                                                             | 23000                                                                        | PPS                                                                          | 4.631                                                                        | 1,12%                                                                        |                                                                              |
| Eduardo Canuto                                                               | 43333                                                                        | PV                                                                           | 4.347                                                                        | 1,05%                                                                        |                                                                              |
| Dr. Cleber Costa                                                             | 13000                                                                        | PT                                                                           | 4.097                                                                        | 0,99%                                                                        |                                                                              |
| Guilherme Soares                                                             | 50555                                                                        | PSOL                                                                         | 3.265                                                                        | 0,79%                                                                        |                                                                              |
| Simone Andrade                                                               | 14567                                                                        | PTB                                                                          | 3.173                                                                        | 0,77%                                                                        |                                                                              |

| Abstenções      | Abstenções      | 42.606  | 8,50%  |
| Votos válidos   | Votos válidos   | 413.291 | 90,14% |
| Votos nulos     | Votos nulos     | 18.369  | 4,01%  |
| Votos em branco | Votos em branco | 26.815  | 5,85%  |
| Total           | Total           | 458.475 | 100%   |
| --------------- | --------------- | ------- | ------ |

## Análises
Em 2014, O prefeito eleito Rui Palmeira disse que foi necessário adotar medidas rígidas para driblar a crise que afetou a municipalidade no Brasil para enfrentar a crise financeira que afetou a municipalidade em todo o Brasil. Algumas delas foram a diminuição de 20% no salário do prefeito e a redução no número de cargos comissionados.
Rui Palmeira foi eleito o segundo melhor prefeito do país, segundo uma pesquisa realizada pelo Instituto Paraná, levando em consideração as 13 maiores capitais do país. 